# Unabhängigkeitserklärung der Republik Moldau

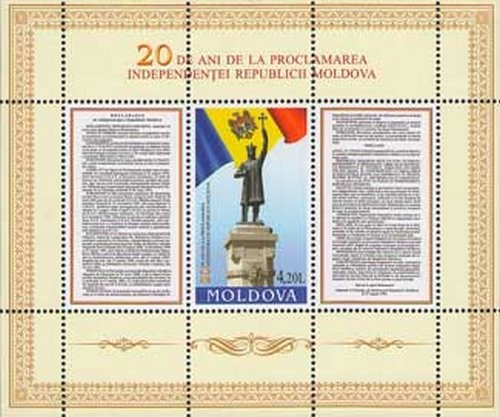
Moldauische Briefmarke zum 20-jährigen Jubiläum der Unabhängigkeitserklärung mit dem Text der Unabhängigkeitserklärung, der Landesflagge und der Statue Stefans des Großen

Die Unabhängigkeitserklärung der Republik Moldau (rumänisch Declarația de independență a Republicii Moldova) erfolgte am 27. August 1991. Sie wurde vom Parlament der Republik Moldau infolge des gescheiterten Augustputsches in Moskau verabschiedet.

## Hintergrund
Das Dokument spricht von einer „tausendjährigen Geschichte“ und einer „ununterbrochenen Staatlichkeit“ innerhalb historischer und ethnischer Grenzen und bezeichnet die Amtssprache als „Rumänisch“. Dieser Gründungsakt der Republik Moldau wird als Nationalfeiertag oder Unabhängigkeitstag gefeiert.
Das Originaldokument, das im Jahr 1991 von 278 Parlamentsabgeordneten gebilligt und unterzeichnet wurde, wurde während der Proteste bei den moldauischen Parlamentswahlen im April 2009 verbrannt. 2010 wurde jedoch ein identisches Dokument hergestellt.

## Konflikt
Die moldauische Unabhängigkeitserklärung beansprucht eindeutig und direkt die moldauische Souveränität über das Gebiet von Transnistrien als Bestandteil der moldauischen Territoriums. Dies löste einen Konflikt aus, da diese Region 1990 ihre Unabhängigkeit von der Moldauischen SSR erklärt und die Pridnestrowische Moldauische Republik gegründet hatte, die jedoch weder von der Moldauischen SSR noch der internationalen Staatengemeinschaft als Staat anerkannt worden war. Bis heute ist es ein ausschließlich von Russland gestütztes De-facto-Regime.